# Helligpeder
Helligpeder er et lille fiskerleje på vestkysten af Bornholm ca. 3 km nord for Hasle. Havnen blev anlagt i 1870 og består af to mindre bassiner, hvoraf det kun det indre bassin benyttes til faste bådepladser. Ligesom i det nærliggende fiskerleje Teglkås, har der før i tiden været drevet erhvervsfiskeri fra havnen, men nu fungerer havnen som lystbåde- og jollehavn. Der er dog stadig fritidsfiskere der benytter havnen som udgangspunkt for fiskeri. 

## Historie
Stednavnet Helligpeder optræder første gang i skrevne kilder i 1570. Angiveligt skal stedets navn have sin oprindelse fra en hellig kilde eller en nu forsvundet bautasten i området. Der har fra tidlig tid været drevet simpelt fiskeri fra Helligpeder, og før 1870 var der i fiskerlejet en mindre og simpel dækmole til beskyttelse af fiskernes både. Imidlertid trådte den danske stat til med tilskud til havnebyggeri sidst i 1860'erne, og i 1870 byggedes havnen, som i store træk er den samme i dag. I midten af 1950'erne var der seks kuttere i Helligpeder, men i løbet af 1970'erne fortrak de sidste erhvervsfiskere til Hasle og Teglkås. I Helligpeder findes fire røgerier, hvoraf Peter Finnes røgeri umiddelbart syd for havnen er et Bornholms tidligste, bygget i 1880'erne.

## Fiskerlejet og havnen i dag
I Helligpeder er der med frivilligt arbejde bibeholdt et stykke bornholmsk kulturhistorie, og havnen er i god stand. Havnen er mulig at besøge for overnattende lystsejlere. Der er offentligt toilet ved havnen, og overnattende lystsejlere har adgang til brusebad. Helligpeder Havn drives i dag som privat forening, og havnen er hjemsted for 8-10 joller og 4-5 lystbåde.

## Reference
1. ↑  Helligpeder

- Wikimedia Commons har flere filer relateret til Helligpeder

55°12′43.18″N 14°42′27.22″Ø / 55.2119944°N 14.7075611°Ø